# فهرست میراث جهانی در بوسنی و هرزگوین
میراث جهانی در بوسنی و هرزگوین شامل ۳ اثر (۳ اثر فرهنگی) از مکان‌های تاریخی فرهنگی و طبیعی در بوسنی و هرزگوین است.
سایتهای میراث جهانی سازمان آموزشی، علمی و فرهنگی ملل متحد، یونسکو مکان‌هایی هستند که دارای اهمیت فرهنگی یا طبیعی هستند، همان‌طور که در پیمان‌نامه میراث جهانی یونسکو، که در سال ۱۹۷۲ تأسیس شده، شرح داده شده است. بوسنی و هرزگوین عضو کشور سابق یوگسلاوی این پیمان‌نامه را در تاریخ ۱۲ ژوئیه ۱۹۹۳ به عنوان یکی از کشورهای جانشین به ارث برد.
از سال ۲۰۱۸، در فهرست ثبت یونسکو در کشور بوسنی و هرزگوین سه سایت وجود دارد و ۱۱ سایت دیگر نیز در فهرست آزمایشی قرار دارند. نخستین سایت ثبت شده در فهرست پل تاریخی استاری موست در موستار است که در بیست و نهمین جلسه یونسکو در سال ۲۰۰۵ در این فهرست ثبت شد. این پل در سال ۱۹۹۳، در طول جنگ بوسنی، توسط شورای دفاع کرواسی منهدم شد و پس از درگیری بازسازی شد و در سال ۲۰۰۴ دوباره گشوده شد. در سال ۲۰۰۷ پل محمد پاشا سوکولوویچ در این فهرست قرار گرفت و پس از آن در سال ۲۰۱۶ سنگ قبرهای مربوط به دوران قرون وسطایی استچاک به عنوان یک اثر فراملی که بخشی‌هایی از آن در کرواسی، مونته‌نگرو و صربستان قرار دارد، به فهرست میراث جهانی بوسنی و هرزگوین افزوده شد که شامل ۲۸ سایت می‌باشد که ۲۰ مورد آن در این کشور قرار دارد و برجسته‌ترین مورد آن در رادیملیا واقع گشته است.

## میراث جهانی
یونسکو سایت‌ها را با ده معیار فهرست می‌کند. هر ورودی باید حداقل یکی از معیارها را داشته باشد.
| # | نگاره                    | نام                    | موقعیت   | سال  | شماره ثبت معیارها | شرح | م     |
| ۱ | Stari Most               | پل تاریخی استاری موست  | موستار   | ۲۰۰۵ | ۹۴۶ (vi)          | این سایت شامل پل قدیمی و مناطق اطراف آن است. این پل در دوران عثمانی ساخته شده و از رودخانه نرتوا عبور می‌کند و توسط سلیمان یکم به بهره‌برداری رسید و در سال ۱۵۶۶ تکمیل شد. در سال ۱۹۹۳، در طول جنگ بوسنی، توسط شورای دفاع کرواسی عمداً مورد اصابت گلوله قرار گرفت و از بین رفت. پس از جنگ، این پل با استفاده از روش‌های سنتی ساخت و ساز و مواد محلی دوباره ساخته شد و در سال ۲۰۰۴ دوباره افتتاح شد. | [ ۴ ] |
| ۲ | پل Mehmed Paša Sokolović | پل محمد پاشا سوکولوویچ | ویشیگراد | ۲۰۰۷ | ۱۲۶۰ (ii)(IV)     | پل محمد پاشا سوکولوویچ از رودخانه درینا عبور می‌کند. این پل در سال ۱۵۷۷ توسط معمار دربار عثمانی، معمار سنان و به دستور وزیر اعظم سوکلو محمد پاشا ساخته شده دارای ۱۷۹٫۵ متر طول می‌باشد. در سال‌های مختلف این پل مورد بازسازی قرار گرفته است. در طول جنگ جهانی اول سه طاق و در جنگ جهانی دوم پنج طاق از ۱۱ طاق پل تخریب شد اما سپس ترمیم شدند.                                                      | [ ۵ ] |
| ۳ | نکروپولیس Radimlja       | استچاک                 | ۲۰ سایت  | ۲۰۱۶ | ۱۵۰۴ (iii)(vi)    | سنگ قبرهای مربوط به دوران قرون وسطایی است که در بوسنی و هرزگوین و مناطق مرزی کرواسی، مونته‌نگرو و صربستان پراکنده است. پیشینه این سنگ‌ها به سده ۱۲ میلادی بر می‌گردد. در بوسنی و هرزگوین ۲۰ سایت وجود دارد که بیشتر آنها در جنوب شرقی این کشور قرار دارند. بزرگ‌ترین مجموعه در رادیملیا، در شهرداری استولاس قرار دارد.                                                                              | [ ۶ ] |

## فهرست آزمایشی
علاوه بر سایت‌های موجود در فهرست میراث جهانی، کشورهای عضو می‌توانند فهرستی از سایت‌های آزمایشی را که ممکن است برای نامزدی در نظر بگیرند، در این فهرست قرار دهند. نامزدها در فهرست میراث جهانی تنها در صورتی پذیرفته می‌شوند که سایت قبلاً در فهرست آزمایشی قرار داشته باشد.
از سال ۲۰۱۸، بوسنی و هرزگوین ۹ سایت را در فهرست آزمایشی خود ثبت کرد.
| #  | نگاره                                 | نام                                                    | موقعیت                         | سال ثبت | معیارها                            | شرح | م      |
| ۱  | سارایوو                               | سارایوو                                                | سارایوو                        | ۱۹۹۷    | (v)                                | سارایوو، پایتخت بوسنی و هرزگوین، دارای تاریخ طولانی و غنی از تنوع مذهبی و فرهنگی است. | [ ۹ ]  |
| ۲  | غار ویجترنیسا                         | غار ویجترنیسا                                          | راونو                          | ۲۰۰۴    | (vii)(x)                           | بزرگ‌ترین و مهم‌ترین غار بوسنی و هرزگوین است. همچنین یکی از مهم‌ترین غارهای رشته کوه‌های آلپ دیناری است که به دلیل غنی بودن کارستی و اسپلئولوژیکی در سراسر جهان مشهور است. این غار یک نقطه مهم تنوع زیستی است و فسیل‌های گوشتخوارهای ماقبل تاریخ در غار یافت شده‌اند. | [ ۱۰ ] |
| ۳  | یایسه                                 | طبیعت و معماری یایسه                                   | یایسه                          | ۲۰۰۶    | (ii)(iii)(iv)(v)(vi)(vii)          | این شهر در محل تلاقی رودخانه‌های پلیوا و ورباس واقع شده است. شهر در قرون وسطی تأسیس شد و شکل نهایی خود را در دوره عثمانی به دست آورد. | [ ۱۱ ] |
| ۴  | پوشیتل                                | سایت تاریخی پوشیتل                                     | کاپلینا                        | ۲۰۰۷    | (ii)(iii)(iv)(v)(vi)               | شهر پوشیتل یکی از معدود مجموعه‌های شهری در بوسنی و هرزگوین مربوط به دوره قرون وسطی و عثمانی است که تمامیت آنها حفظ شده است. این شهر در ساحل سمت چپ رودخانه نرتوا، در جاده اصلی موستار-متکویچ قرار دارد. | [ ۱۲ ] |
| ۵  | بلاگای                                | طبیعت و معماری بلاگای                                  | موستار                         | ۲۰۰۷    | (ii)(iii)(iv)(v)(vi)(vii)          | بلاگای، واقع در حاشیه بونا یکی از با ارزش‌ترین سازه‌های مخلوط شهری و روستایی در بوسنی و هرزگوین است که از نظر سایر ساختارهای مشابه در طرح شهری آن متمایز است. این شهر در حدود سال ۱۵۲۰، با عناصر معماری عثمانی و سبک مدیترانه ای ساخته شده است. | [ ۱۳ ] |
| ۶  | پارک ملی بلیدینیه                     | طبیعت و معماری پارک ملی بلیدینیه                       | یابلانیتسا پوسوشه تومسیلاوگراد | ۲۰۰۷    | (i)(iii)(iv)(vi)(vii)(viii)(ix)(x) | این پارک در مرکز آلپ دیناری واقع شده است و نمونه ای از فرایندهای زمین‌شناسی است که در طی کوه‌زایی دیناریدها به وجود آمده است و نشان دهنده یک منبع طبیعی مهم آب‌زمین‌شناسی در کارست دیناریک بوسنی و هرزگوین، با میراث فرهنگی و تاریخی قابل توجهی است. | [ ۱۴ ] |
| ۷  | استولاس                               | طبیعت و معماری استولاس                                 | استولاس                        | ۲۰۰۷    | (ii)(iii)(iv)(v)(vi)(vii)          | مرکز تاریخی استولاس نمونه‌ای از یک مجموعه پیچیده فرهنگی - تاریخی و طبیعی است. این منطقه شامل بقایای مربوط به دوران پیش از تاریخ، دورهایلیری-روم، قرون وسطا و دوره‌های عثمانی، اتریش-مجارستان و یوگسلاویاست. | [ ۱۵ ] |
| ۸  | پرویشیکا                              | ذخیره‌گاه طبیعی و جنگل‌های کهنسال پرویشیکا               | فوچا                           | ۲۰۱۷    | (vii)(ix)(x)                       | ذخیره‌گاه طبیعی و جنگل‌های کهنسال بکر پرویشیکا یک مکان مهم برای تنوع زیستی است. این ذخیره‌گاه زیستگاه خرس قهوه‌ای، گرگ و سیاهگوش و همچنین چندین گونه از پرندگان، خزندگان و دوزیستان است. آبشار اسکاکاواچ با ارتفاع ۷۵ متر و بلندترین نوئل نروژی با ۶۳ متر ارتفاع در این جنگل واقع شده است. | [ ۱۶ ] |
| ۹  | گورستان قدیمی یهودیان در سارایوو      | گورستان قدیمی یهودیان در سارایوو                       | سارایوو                        | ۲۰۱۸    | (ii)(iii)(iv)(vi)                  | گورستان قدیمی یهودیان در سارایوو دارای قدمتی ۵۰۰ ساله است. این سایت در دامنه کوه تربویچ قرار دارد. این بخش یکی از بزرگ‌ترین گورستان‌های یهودی در اروپای جنوب شرقی است که از ابتدای سده شانزدهم یا هفدهم میلادی تا سال ۱۹۶۶ مورد استفاده قرار می‌گرفته است. این گورستان حاوی بیش از ۳۸۵۰ سنگ قبر است و مساحتی ۳۱۱۶۰ متر مربع را در بر می‌گیرد. در دوره عثمانی توسط یهودیان سپاردار تأسیس شد، پس از ورود آنها به سارایوو با امپراتوری اترو-مجارستان در اواخر قرن نوزدهم، به قبرستان یهودیان اشکنازی تبدیل شد. | [ ۱۷ ] |
| ۱۰ | Waterfall on Una river in Martin Brod | جنگل‌های کهنسال راش کارپات و مناطق دیگر اروپا           | شیپوو                          | ۲۰۱۹    | (ix)                               | این مکان به‌طور مشترک با کشورهای اتریش، بلژیک، بلغارستان، کرواسی، آلمان، ایتالیا، رومانی، اسلواکی، اسلوونی، اسپانیا و اوکراین به عنوان یک اثر فراملی ثبت شده است. ذخیره‌گاه طبیعی و جنگل‌های کهنسال یانی در بوسنی و هرزگوین قرار دارد. | [ ۱۸ ] |
| ۱۱ | Waterfall on Una river in Martin Brod | مجموعه آبشارهای تراورتن در مارتین برود و پارک ملی اونا | بیهاچ                          | ۲۰۱۹    | (vii)(ix)                          | این بزرگ‌ترین پارک ملی بوسنی و هرزگوین است. هدف اصلی این پارک محافظت از رودخانه اونا و شاخه‌های آن کرکا و اوناس است. این رودخانه‌های دارای مجموعه آبشارها و سازهای تراورتن هستند که یک مکان مهم برای تنوع زیستی به‌شمار می‌آید. | [ ۱۹ ] |